# Череда поникла
Череда поникла (Bidens cernua) — вид рослин з родини айстрових (Asteraceae), поширений у Європі, Азії, Канаді й США.

## Опис
Однорічна трав'яниста рослина 10–50(100)0 см заввишки. Стебло звичайно бліде, шорстке. Листки сидячі, супротивні, цільні, світло-зеленого кольору, подовжено-ланцетні, на краю пильчато-зубчасті. Кошики пониклі, сім'янки 3–4-ребристі, з 4 міцними щетинками. 2n = 24, 48.

## Поширення
Поширений у Європі, Азії, Канаді й США.
В Україні вид зростає на берегах річок, озер, боліт — на всій території б. м. звичайний, крім високогір'я Карпат.

## Галерея

квітковий кошик
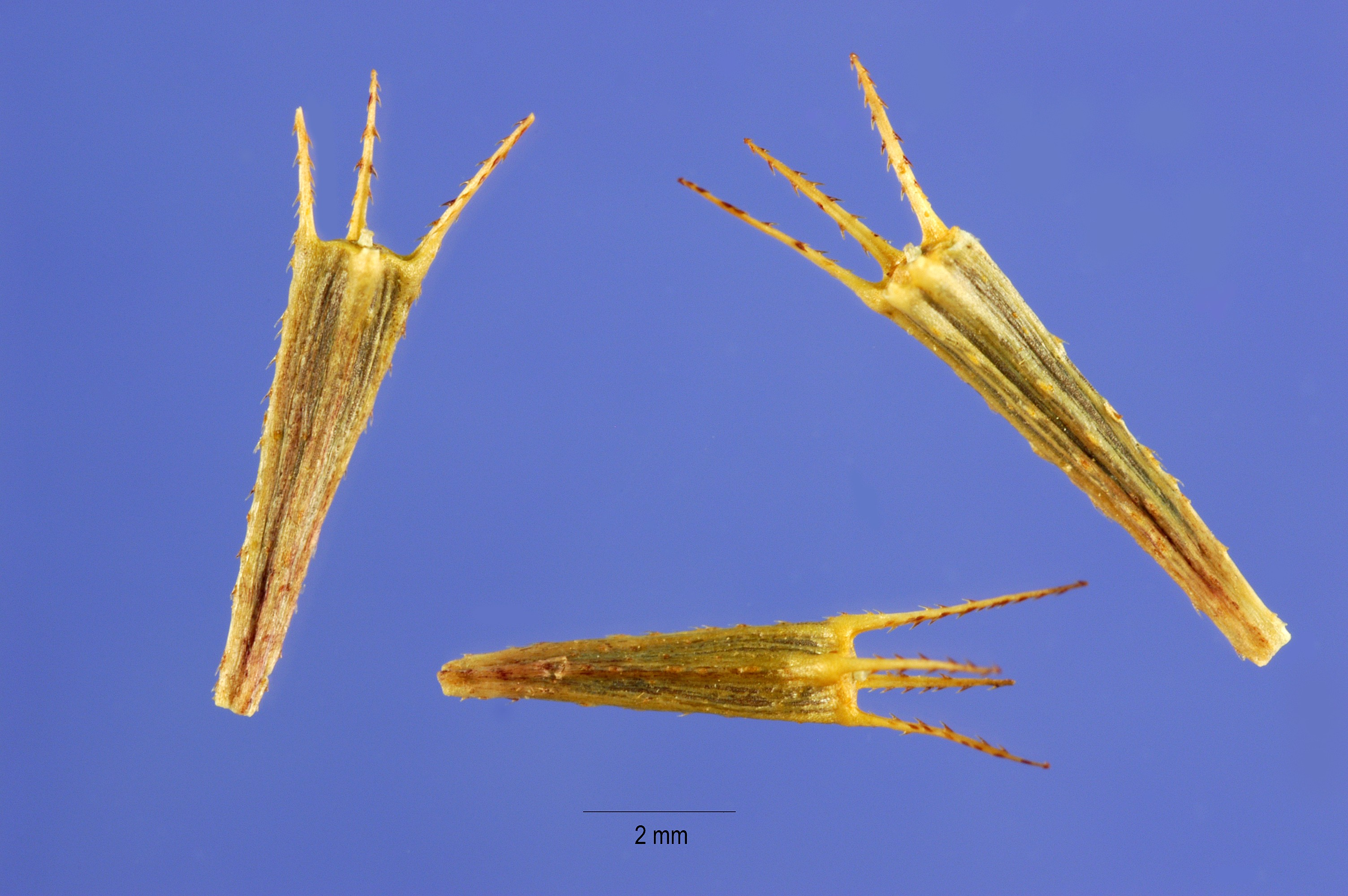
насіння
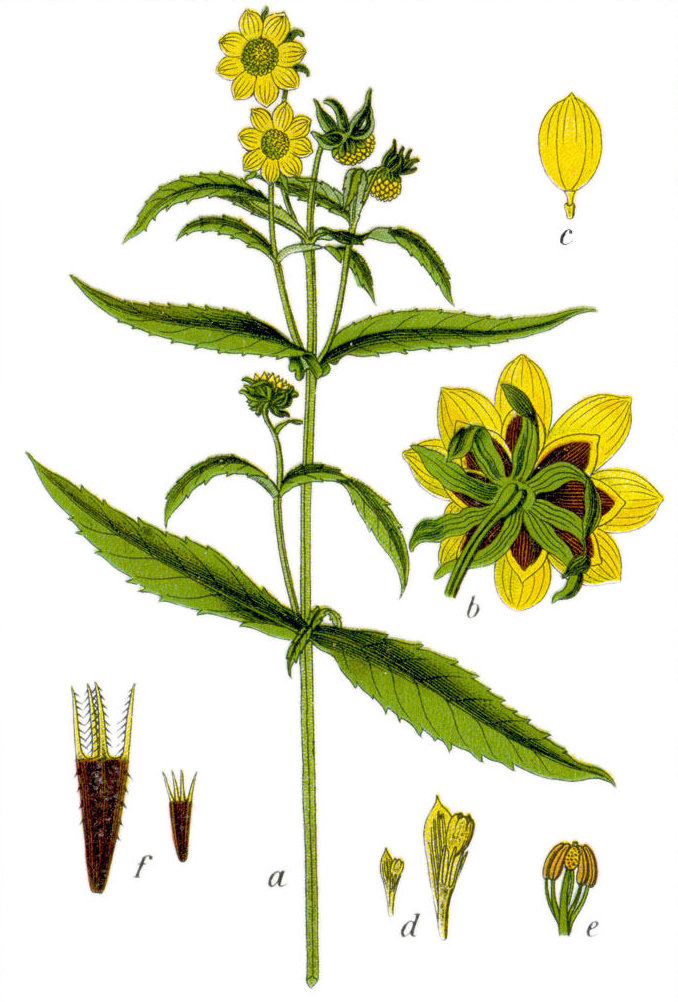
ілюстрація